# فنجانی‌قارچان
فنجانی‌قارچان (نام علمی: Pezizaceae) نام یک تیره از subdivision قارچ‌های فنجانی است.